# 孙营乡
孙营乡，是中华人民共和国河南省開封市通许县下辖的一个乡镇级行政单位。

## 行政区划
孙营乡下辖以下地区：
半截楼村、北孙营村、共和村、四和村、侯李村、朱氏岗村、孟连村、和庄村、姜寨村、小孟昶村、南李佐村、北李佐村、大渚刘村、大渚王村、南孙营村、郭庄村、郜庄村、蒋家村、芦家村、赵龙门村、后小渚村、新庄村、东赵亭村、王家村、七门村、西赵亭村、清水口村、芦熬村、前刘村、前寨村和后寨村。

## 事件
2015年3月，孙营乡朱氏岗村开工建设一座高37米、金色的毛泽东坐像。坐像坐北朝南，位于村西北。工程耗资300万元人民币，由村民和企业家共同出资。2015年12月，这座塑像大体完工。此后，这座巨像引起媒体广泛关注。2016年1月，通许县监察大队将其拆除。有说法称，拆除的理由是此像没有任何审批手续。